# Traversée de Londres à la nage
La Traversée de Londres à la nage est une course de nage en eau libre sur la Tamise, organisée par le journal Evening News. Elle a lieu pour la première fois en 1907. 

## La course
Elle est inspirée par la Traversée de Paris à la nage (première édition en 1905), et les journaux français ne manquent pas de souligner cet emprunt,. Elle est néanmoins plus longue (15 miles soit 24 km), reliant le pont de Richmond au pont de Blackfriars, et est réservée aux amateurs.

## Palmarès
| Année                  | Vainqueur                 | deuxième            | troisième      | quatrième           |
| ---------------------- | ------------------------- | ------------------- | -------------- | ------------------- |
| 1907                   | John Arthur Jarvis (3h24) | Piet Ooms (nl)      | Auguste Maas   | Kearsley            |
| 1908                   | John Arthur Jarvis (3h36) | Kearsley            | Piet Ooms (nl) | Auguste Maas        |
| 1909                   | Henry Taylor              | John Arthur Jarvis  | Kearsley       | Smith               |
| 1910                   | T-S. Battersby (3h21)     | Henry Taylor        | S. Blatherwick | Miss Olive Carson ♀ |
| 1911                   | T-S. Battersby (3 h36)    | G.-F. Rice          | S. Blatherwick | S. Bailey           |
| 1911 (course féminine) | Miss Vera Neave ♀         | Miss Olive Carson ♀ |                |                     |